# 小行星8864
小行星8864（英語：8864）是一颗围绕太阳公转的小行星。1991年11月4日，水野義兼、古田俊正在可儿市发现了此天体。
这颗小行星的绝对星等为141.96899等。